# 仮面 (中島みゆきの曲)
「仮面」（かめん）は、中島みゆきの22作目のシングル。1988年2月26日にポニーキャニオンよりリリースされた。

## 概要
表題曲「仮面」は、甲斐バンドの甲斐よしひろが作曲を担当した。2013年現在、中島のシングル表題曲としては唯一、中島以外が作曲を行った作品である。アルバム『中島みゆき』にも収録された。のちに甲斐は、アルバム『ホームカミング KAI BOOTLEG SERIES Vol.1』にてセルフカバーしている。
「熱病 (New Version)」は、13作目のアルバム『miss M.』に収録されていた曲のニューアレンジバージョンである。こちらは『Singles II』でアルバム初収録となった。
このシングルから8cmCDシングルとEP、シングル・カセットの3形態で発売されている。
2022年11月28日にこのシングルは、ヤマハミュージックコミュニケーションズにより、ジャケット画像はEPレコード盤でデジタル・ダウンロード配信された。

## 収録曲

### EPレコード / 8cmCD
| 全作詞: 中島みゆき、全編曲: 椎名和夫。 |                        |            |              |
| #                                      | タイトル               | 作詞       | 作曲         |
| 1.                                     | 「仮面」               | 中島みゆき | 甲斐よしひろ |
| 2.                                     | 「熱病 (New Version)」 | 中島みゆき | 中島みゆき   |

### CT
| 全作曲: 甲斐よしひろ、全編曲: 椎名和夫。 |                                |            |              |
| #                                        | タイトル                       | 作詞       | 作曲・編曲   |
| 1.                                       | 「仮面」                       | 中島みゆき | 甲斐よしひろ |
| 2.                                       | 「仮面」(オリジナル・カラオケ) |            | 甲斐よしひろ |

| 全作曲: 中島みゆき、全編曲: 椎名和夫。 |                                              |            |            |
| #                                      | タイトル                                     | 作詞       | 作曲・編曲 |
| 1.                                     | 「熱病 (New Version)」                       | 中島みゆき | 中島みゆき |
| 2.                                     | 「熱病 (New Version)」(オリジナル・カラオケ) |            | 中島みゆき |

## 収録アルバム
- 中島みゆき (#1)
- Singles II (#1,2)

## セルフカバー
仮面
- 甲斐よしひろ（2011年、アルバム『ホームカミング KAI BOOTLEG SERIES Vol.1』収録）